# Inge Krogrygg
König Inge (* 1135; † 4. Februar 1161) wurde  mit zwei Jahren auf dem Borgarthing zum König über Norwegen gewählt. Zur gleichen Zeit wurde sein Bruder Sigurd Munn auf dem Øyrathing als König gehuldigt. Ein weiterer (Halb-)Bruder Øystein wurde ebenfalls König. Inge kämpfte gegen die Brüder um die Herrschaft. Es war die Zeit der großen Bürgerkriege. Es gelang ihm, beide zu besiegen und zu töten, er unterlag aber dann gegen Sigurd Munns Sohn Håkon Herdebrei.
Die gesamte Geschichte ist unter Inge Krogrygg und Sigurd Munn und Das Ende der drei Könige zu lesen.
Sein Vater war Harald Gille, seine Mutter Ingrid Ragnvaldsdatter, Enkelin des schwedischen Königs Inge Stenkilsson.